# Valīān
Valīān (persiska: وليان) är en ort i Iran.   Den ligger i provinsen Lorestan, i den västra delen av landet, 300 km sydväst om huvudstaden Teheran. Valīān ligger 1 490 meter över havet och antalet invånare är 337.
Terrängen runt Valīān är varierad. Runt Valīān är det ganska tätbefolkat, med 172 invånare per kvadratkilometer. Närmaste större samhälle är Aznā, 13,1 km söder om Valīān. Trakten runt Valīān består till största delen av jordbruksmark.